# Annenwalde

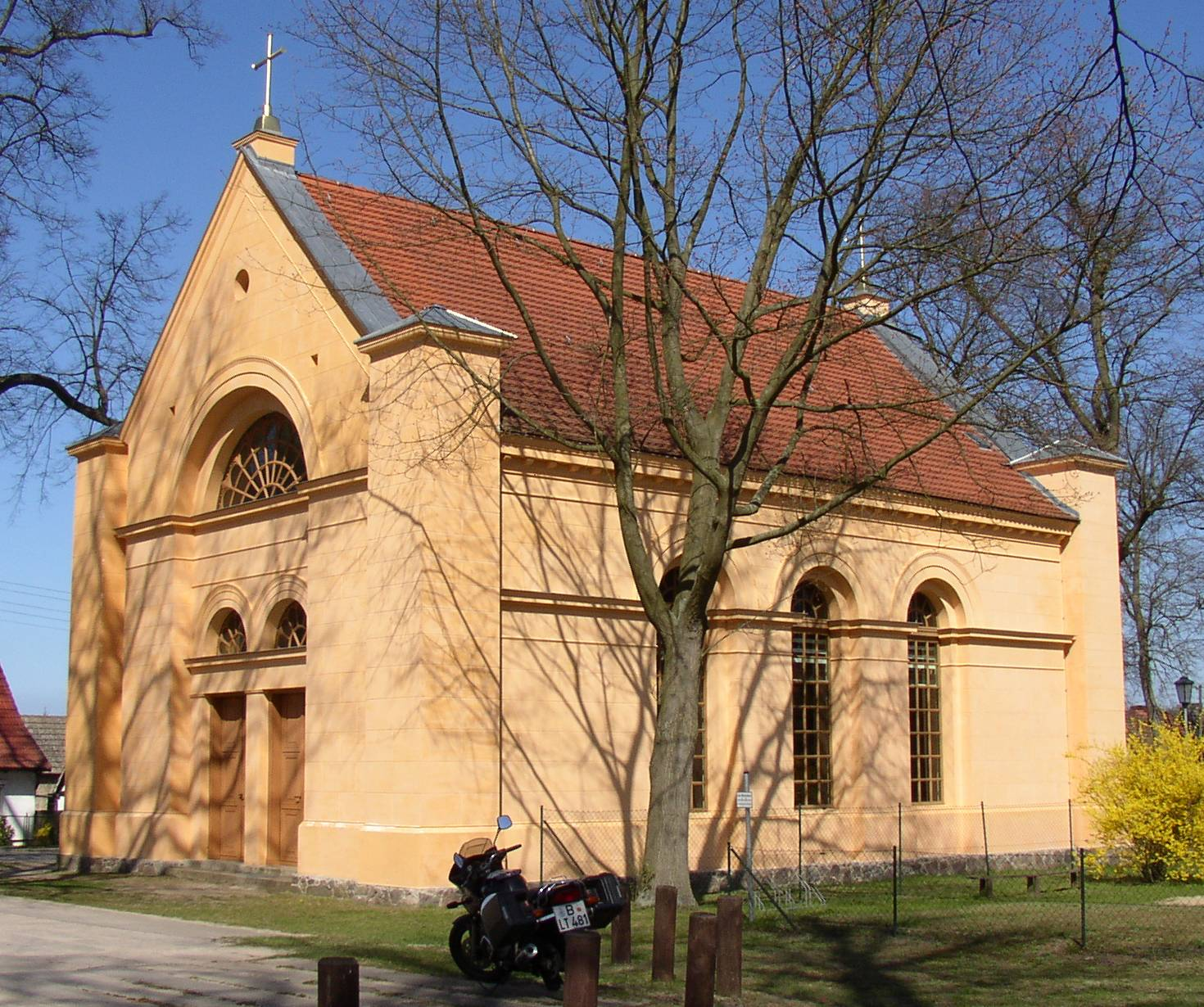
Dorfkirche Annenwalde

Annenwalde ist ein bewohnter Gemeindeteil im Ortsteil Densow der amtsfreien Stadt Templin im Landkreis Uckermark in Brandenburg. Annenwalde wurde erst 1754 gegründet und war bis 1974 eine selbständige Gemeinde.

## Geographie
Annenwalde liegt ca. 8 km Luftlinie westnordwestlich der Kernstadt Templin am Nordufer des Densowsees und ca. 9,5 km südöstlich der Kernstadt Lychen. bzw. ca. 1,5 km südlich von Densow und 2,5 km nördlich von Beutel. Es ist über die K 7329 zu erreichen, die von Templin nach Beutel und weiter nach Densow führt. Annenwalde liegt auf 61 m ü. NHN.
In der näheren Umgebung befinden sich ausgedehnte Wälder und das Naturschutzgebiet Kleine Schorfheide, zu dem auch der südwestlich gelegene ehemalige Truppenübungsplatz Tangersdorf gehört. Annenwalde zählt heute etwa 103 Einwohner.

## Geschichte
Im Mittelalter befand sich an der Stelle des heutigen Annenwalde das Dorf Densow. Es war bereits um 1375 weitgehend verlassen. Die Feldmark des Dorfes war in 40 Hufen eingeteilt, von denen aber nur noch vier Hufen bewirtschaftet wurden, und diese vier Hufen waren auf drei Jahre von Abgaben befreit. Das Dorf fiel im weiteren Verlauf der Geschichte völlig wüst und die Feldmark bewaldete sich wieder. Die Feldmark kam 1387 zuerst auf Wiederkauf, 1392 endgültig an das Kloster Zehdenick. Mit der Säkularisation des Klosters gelangte die Feldmark zunächst an das Amt Zehdenick, 1558 zunächst pfandweise, 1577 endgültig an die v. Trott und deren Herrschaft Badingen und Himmelpfort. 1711 wird erstmals ein Teerschweler genannt, der sich auf der Feldmark angesiedelt hatte. Der Teerofen stand jedoch nicht an der Stelle des alten Dorfes Densow, sondern etwa 1,3 km nördlich der alten Dorfstelle. 1727 fiel die Herrschaft Badingen und Himmelpfort als erledigtes Lehen an den Kurfürsten, der es in ein Amt umwandelt, das Amt Badingen. 1749 erhielten der Teerbrenner und drei Kolonisten je 75 Morgen Acker im Hufschlag, 2 Morgen Ackerwörden, 16 Morgen Wiese, dazu Gartenland und Hofraum, zusammen 94 Morgen und 60 Quadratruten Land. Aus dieser Ansiedlung entstand der heutige Ort Densow.
| Jahr | Einwohner |
| ---- | --------- |
| 1774 | 170       |
| 1790 | 251       |
| 1801 | 362       |
| 1817 | 374       |
| 1840 | 403       |
| 1858 | 448       |
| 1895 | 269       |
| 1925 | 107       |
| 1939 | 203       |
| 1946 | 310       |
| 1964 | 214       |
| 1971 | 189       |

1753 legte der Amtsrat und Unterpächter der Grünen Glashütte in Zechlin Johann Friedrich Zimmermann einen Plan vor, nach dem er beabsichtigte, eine Glas-Fabrik zur Herstellung milchig-weißen Glases und eine „Grüne Glashütte“ auf der Feldmark Densow aufzubauen. Außerdem sollten 20 ausländische Familien (4 Bauern, 4 Kossäten und 12 kleine Wirte) angesetzt werden. Die Feldmark war 1943 Morgen groß. Der Plan wurde genehmigt und 1754 umgesetzt. Der neue Ort wurde aber nicht Densow, nach dem alten Ort genannt, sondern Annenwalde nach der Ehefrau Zimmermanns Anne Margarethe Zimmermann. Der Namensbestandteil walde verweist auf die in der Gegend bestehenden Wälder. Das Jahr 1754 gilt somit als das Gründungsjahr von Annenwalde. Bauholz für die Wohn- und Arbeitshäuser sowie für eine Kirche stellte das Amt Badingen zur Verfügung, wobei jedoch eine Kirche zunächst nicht gebaut wurde. Tatsächlich wurden 20 Familien aus Franken, Sachsen, der Pfalz und Mecklenburg angesiedelt. Der Bau der Wohnhäuser begann im Frühjahr 1754, während die Errichtung der Glashütte bereits zuvor begonnen hatte. Beim Bau der Gebäude stieß man auf Spuren des alten Dorfes Densow. Es entstanden kleine Häuser, in denen 24 Glasmacher, Holzschläger und weitere Arbeiter lebten. Zugleich entstand auch ein Schul- und Küsterhaus. Johann Friedrich Zimmermann gründete 1754 auch das Gut Annenwalde, das selbständig neben der Gemeinde bestand. 1755 nahm die Glashütte die Produktion auf. 1763 musste die Glashütte vorübergehend wegen Holzmangel ihren Betrieb einstellen. 1772 wurde der Antrag gestellt, die Glashütte wieder in Betrieb zu nehmen. Zu dieser Zeit waren die Choriner, Basdorfer und Globsower Glashütte eingegangen. Der Antrag wurde zunächst abgelehnt. 1772 gehörten zum Erbzinsgut Annenwalde 26 Familien, 1198 Morgen Acker, 235 Morgen Wiese und vier Morgen Garten. Es wurden 800 Schafe und 140 Rinder gehalten. 1773 pachtete der Potsdamer Glasfaktor Johann Christoph Brockes die Glashütte. Bis 1775 war die Glashütte sicher wieder in Betrieb. Neben dem Vorwerk Annenwalde, waren eine Schäferei (Krams) und eine Windmühle entstanden. Die Windmühle stand knapp 1 km ostsüdöstlich des Ortes. Sie war aber um 1900 schon wieder verschwunden, denn sie ist nicht mehr auf der Topographischen Karte 1:25.000 des Deutschen Reiches verzeichnet. Der Mühlenstandort befand sich auf der Parzelle 60 im heutigen Liegenschaftskataster.
1776 kaufte Brockes den gesamten Besitz aus der Konkursmasse der Zimmermanns. 1783 erhielt der Glasfaktor Brockes einen Erbzinsvertrag über das Erbzinsgut Annenwalde mit der Feldmark Annenwalde (1645 magdeburgische Morgen zu 180 Quadratruten) mit der Glashütte, dem Densowsee, Gericht, Branntweinbrennerei, Mühlengerechtigkeit und Schankkrug unter der Bedingung, weitere 38 Ausländer als Büdner, einen Schulmeister und einen Hirten zu den bereits vorhandenen Häuser in Annenwalde anzusiedeln. Der Schankkrug lag etwas außerhalb des Dorfes auf dem sog. Brandt, in der Weggabelung nördlich der Gebäude Annenwalde 53/54. Das Gebäude des Schankkruges existiert heute nicht mehr.
1788–1790 wurde die Befeuerung der Glashütte auf Steinkohle umgestellt, die auf dem Wasserweg bis zur Glasablage Langenwall an der Havel herangeschafft wurde. Von dort wurde die Steinkohle mit Fuhrwerken zur Glashütte geschafft. Umgekehrt wurden die Glaswaren mit Fuhrwerken zur Glasablage in Langenwall gebracht und von dort verschifft. Die Annenwalder Glasablage Langenwall lag an der Havel, an der Einmündung von Kramsbeek/Gallenbeek-Altlauf, die kurz vor der Havel ineinander münden. Bis 1790 war zudem noch eine Schmiede im Dorf entstanden. Im selben Jahr erhielt Brockes einen neuen Vertrag zur Verlegung der Zechliner Glashütte nach Annenwalde. In einer Urkunde aus dem Jahr 1795 wird der gesamte Bestand an Häusern aufgezählt: die Glasfabrik mit Wohnhaus, Scheunen, Ställen, Back-, Wasch- und Brauhaus, Spritzenhaus, Glasmagazingebäude, eine alte Glashütte, eine neue Glashütte, 29 Büdnerhäuser (5 Familienhäuser, 15 doppelte Familienhäuser, Schmiede, Krug, das Heinrichsche Erbenhaus, Müllerhaus, zwei Taglöhnerhäuser, das Küsterhaus, das Hirtenhaus und das Seidenbauhaus), vier Backhäuser, die Windmühle und ein Begräbnisgewölbe.

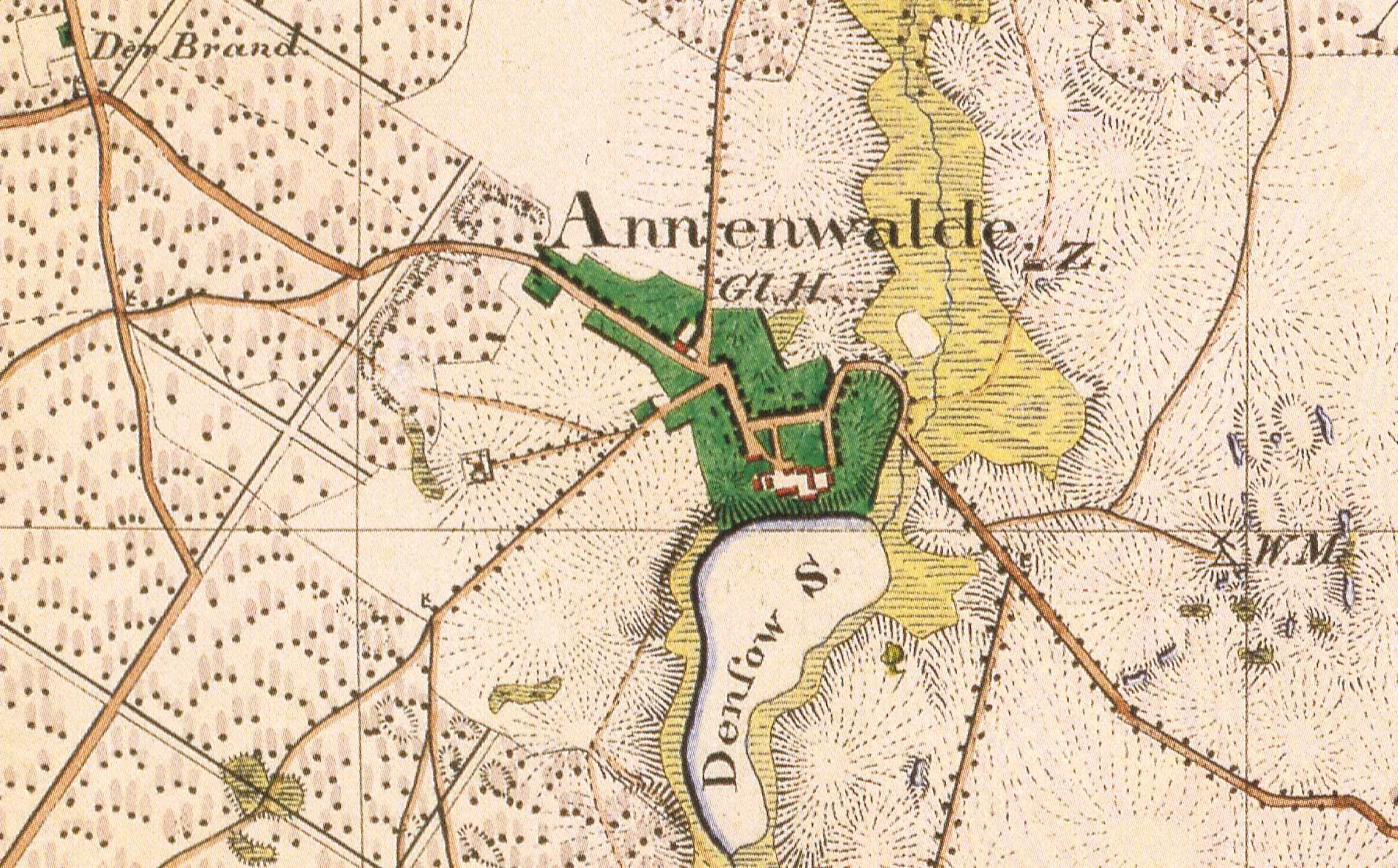
Annenwalde auf dem Urmesstischblatt 2846 Gandenitz von 1825. Z. = Ziegelei, W.M. = Windmühle, Gl.H. = Glashütte, Schankkrug der Brandt. Der Friedhof lag bereits außerhalb des Ortes an der heutigen Stelle, wenn auch kleiner.

1801 wohnten 24 Büdner- und Glasmacherfamilien in Annenwalde, außerdem gab es 18 Einlieger, 6 Schiffer, einen Radmacher, eine Schmiede, einen Krug und eine Windmühle. Bis 1801 war auch eine Ziegelei entstanden. Auf dem Urmesstischblatt von 1825 ist sie östlich des Ortes über dem Ragösenbach verzeichnet. Sie war bis um 1900 schon wieder aufgegeben worden, denn sie ist nicht mehr auf der Topographischen Karte 1:25.000 des Deutschen Reiches (um 1900) enthalten. Anstelle der Tongrube war aber ein kleiner Teich entstanden, der aber seitdem wieder verlandet ist. Zu Annenwalde gehörten der Brandt (Schankkrug), Krams (Forsthaus) und Langenwall (Glasablage und Verladestelle an der Havel).
1825 konnte Frau Amalie Frederique Brockes die Glashütte als Eigentum erwerben. Die Einwohnerzahl wuchs schnell auf über 300 Personen an, 1817 hatte Annenwalde 374 Einwohner. Nach mehrfachen Bitten bewilligte am 5. April 1828 Friedrich Wilhelm III. die Kosten für den Bau der Dorfkirche Annenwalde, die 1835 fertiggestellt wurde, zu übernehmen. Bereits im Urmesstischblatt von 1825 ist schon ein Friedhof an der heutigen Stelle eingezeichnet. 1837 liefen 12 Öfen, die weißes und grünes Hohlglas produzierten. Insgesamt arbeiteten 32 Personen, darunter Kinder als Gehilfen, in der Glasfabrik. 1840 wurden 39 Wohnhäuser gezählt. 1849 ging die Gerichtsbarkeit über den neugeschaffenen Gemeindebezirk an das Kreisgericht in Templin über. Die Patrimonialgerichtsbarkeit im 1849 neu geschaffenen Gutsbezirk blieb dagegen bis 1928 bestehen. 1860 wurde amtlich festgelegt, dass das Vorwerk Annenwalde zum Gemeindebezirk Röddelin gehört.
1860 hatte Annenwalde 4 öffentliche Gebäude, 28 Wohnhäuser, 44 Wirtschaftsgebäude, darunter auch eine Windgetreidemühle. Zum Gut und zum Vorwerk Annenwalde (ohne Schäferei Krams und dem Wohnhaus Langenwall) gehörten 12 Wohnhäuser und 24 Wirtschaftsgebäude, darunter die Glashütte und die Brennerei. Bis 1861 hatten sich auch einige Handwerker und Leineweber angesiedelt. Im Ort wohnten 7 Schiffseigentümer, die 12 Segelschiffe besaßen, ein Fuhrmann mit Knecht und zwei Fuhrwerken, zwei Leinenwebemeister mit drei Stühlen, ein Müller mit Bockwindmühle, ein Bäcker, zwei Maurer, fünf Zimmerleute, ein Stellmachermeister mit einem Gehilfen, ein Schmiedemeister, ein Schuhmachermeister, zwei Schneidermeister, ein Tischlermeister und ein Böttchermeister. Die Glashütte beschäftigte neben dem Direktor 28 Arbeiter. Im Ort war außerdem eine Branntweinbrennerei und eine Roßmühle. Der Betrieb der Glashütte wurde 1865 (1864?) eingestellt. 1868 wurde Amtmann Semler zum Feuerlösch-Commissarius für den X. Bezirk des Kreises Templin gewählt.
Um 1900 zählte der Gemeindebezirk 41 Häuser, der Gutsbezirk 6 Häuser. 1907 gehörten zum Gut 606 ha Land. Genannt werden noch ein Schiffseigner, ein Floßregimenter, ein Fuhrmann und zwei Maurer. Vermutlich nach dieser Zeit verfiel der Wohnplatz Langenwall, der 1931 nicht mehr genannt wurde. 1939 hatte Annenwalde 49 Wohnhäuser, ohne das Vorwerk Annenwalde, aber mit dem Wohnplatz Krams.
1928 wurde der Gutsbezirk in den Gemeindebezirk Annenwalde eingemeindet. Der Gutshof wurde 1931 geteilt, so dass das auf Röddeliner Gemarkung befindliche Vorwerk eine eigenständige Wirtschaft bildete. Das verbliebene Gut unterteilte man in Wirtschafts- und Jagdgut. Dem Jagdgut wurde das Herrenhaus und die Waldflächen zugeordnet, das Wirtschaftsgut im Ort (heute Annenwalde 27) bewirtschaftete neben den Ställen und Scheunen auch 100 Hektar Felder, Weiden und Wiesen. Wilhelm Weitkamp erwarb das Wirtschaftsgut 1936 und richtete dort auch eine Traberzucht ein.
1948 wurden im Rahmen der Bodenreform 105 ha enteignet und aufgeteilt: 74 ha an 8 landlose Bauern und Landarbeiter, 3 ha an landarme Bauern, 4 ha an 5 nichtlandwirtschaftliche Arbeiter und Angestellte, 1 ha an die Gemeinde und 1 ha an die VdgB. 1954 entstand eine LPG Typ III mit 29 Mitgliedern und 192 ha landwirtschaftlicher Nutzfläche. 1960 hatte die LPG bereits 65 Mitglieder und bewirtschaftete 374 ha Nutzfläche. 1972 wurde die LPG Densow an die LPG Annenwalde angeschlossen. 1974 folgte der Anschluss der LPG Annenwalde an die LPG Röddelin.
Die Familie Weitkamp verließ 1953 Annenwalde und die DDR und übersiedelte nach Westdeutschland. Ställe und Scheunen wurden dann durch die LPG Befreite Erde betrieben. Die Familie Weitkamp kehrte nach der deutschen Wiedervereinigung in den Ort zurück und erhielt ihr ehemaliges Eigentum rückübertragen. Sie richtete wieder ein Gestüt mit Traberzucht ein.
Seit spätestens 1950 gehört das Vorwerk Annenwalde wieder zur Gemeinde Annenwalde. 1967 ist Vorwerk Annenwalde ein Wohnplatz, 1971 ein Ortsteil von Annenwalde.

### Politische Geschichte
Annenwalde liegt in der historischen Landschaft der Uckermark. 1816 wurde der Uckermärkische und der Stolpirische Kreis neu zugeschnitten und daraus drei Landkreise geschaffen, die Landkreise Angermünde, Prenzlau und Templin. Annenwalde kam zum Landkreis Templin. Bei der Kreisreform von 1952 wurde der bisherige Landkreis neu zugeschnitten. Annenwalde verblieb auch im neuen Kreis Templin. Am 1. Januar 1974 verlor die Gemeinde durch Eingliederung nach Densow ihre kommunale Selbständigkeit und wurde Ortsteil. Nach der Wende schloss sich Densow mit 13 anderen Gemeinden zum Amt Templin-Land zusammen. 1993 wurden die Kreise Angermünde, Prenzlau und Templin zum Landkreis Uckermark zusammengeschlossen. Zum 26. Oktober 2003 wurden die meisten Gemeinden des Amtes Templin-Land, darunter auch Densow per Gesetz in die Stadt Templin eingegliedert. Seither ist Annenwalde nur noch ein Gemeindeteil von Densow, d. h. ohne kommunale Selbstverwaltung mehr. Der Ortsbeirat des Ortsteils Densow mit den Gemeindeteilen Annenwalde, Alt Placht und Neu Placht besteht laut Hauptsatzung der Stadt Templin aus drei Mitgliedern.

### Kirchliche Geschichte
Annenwalde war eingekircht nach Lychen, gehörte zur Inspektion, später Superintendentur bzw. Kirchenkreis Templin. Die evangelische Gemeinde Annenwalde gehört heute zum Kirchenkreis Oberes Havelland und wird vom Pfarramt Lychen aus kuriert.

## Kultur, Denkmale und Sehenswürdigkeiten
Annenwalde entwickelte sich seit der Wende in Richtung einer Künstlersiedlung. 1991 eröffnete der Bildhauer Werner Kothe im Vorwerk Annenwalde die Galerie Waldhus. 1995 gründete sich der Verein Glashütte Annenwalde. Seit dem Jahr 2000 befindet sich auch wieder eine Glashütte am Ort. Im Dorf siedelten sich Künstler unterschiedlichster Richtungen an. So finden sich Werkstätten, Ateliers und Galerien von Malern, Holzgestaltern, Glaskünstlern und Steinmetzen.

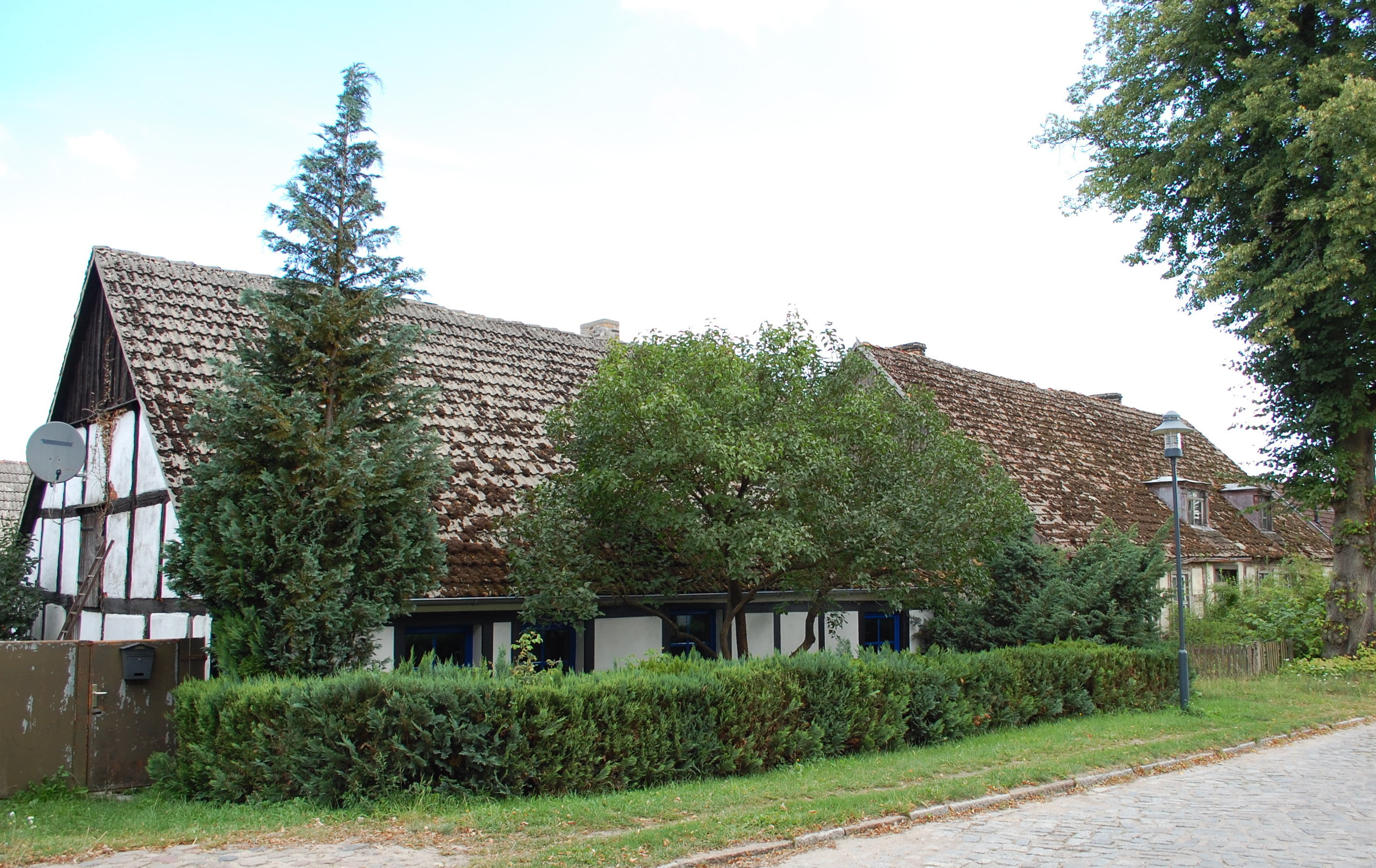
Häuser in Annenwalde

In der Denkmalliste des Landes Brandenburg für den Landkreis Uckermark sind folgende Baudenkmale verzeichnet:
- Dorfkirche Annenwalde, Prototyp einer Einheitskirche nach Plänen von Karl Friedrich Schinkel
- Erbbegräbnis der Familie Brockes auf dem Friedhof
- Alleepflasterstraße zwischen Annenwalde und Densow
- Wohnhaus („Henricisches Erbenhaus“) Annenwalde 8
- Gutsarbeiter-Reihenhaus (Strohreihe) Annenwalde 31–34

Südlich des Orts befindet sich der Gutspark Annenwalde, der auch mit einer Kunstausstellung versehen ist. Südlich der Dorfkirche steht die neue Glashütte Annenwalde (Annenwalde 28). Im ehemaligen Gutshof befindet sich ein Trabergestüt, in dem jedes Jahr vor Weihnachten ein Scheunenmarkt stattfindet.

## Persönlichkeiten
Anfang des 19. Jahrhunderts lebte zeitweise der preußische Generalleutnant Karl Heinrich Stephan von Block (1781–1839) in Annenwalde.

## Belege